# Constitution de la république bolivarienne du Venezuela
Pour les articles homonymes, voir Constitution vénézuélienne.
La Constitution de la république bolivarienne du Venezuela est l'actuelle constitution du Venezuela.
Le texte a été élaboré par une assemblée constituante qui a proposé son projet, dans le courant de l'année 1999. 
Le projet de constitution établi, celui-ci a été soumis à un référendum populaire le 15 décembre 1999.
Le texte constitutionnel ayant été approuvé par référendum, il est promulgué le 20 décembre 1999, et remplace donc l'ancienne constitution de 1961. Il s'agit de la 26e constitution en vigueur au Venezuela depuis son indépendance en 1811. Le texte constitutionnel a tout d'abord été promulgué par le président de la république du Venezuela, Hugo Chávez, puis a reçu le soutien de nombreuses figures politiques, qui avaient déjà participé à l'élaboration de la Constitution de 1961, comme Luis Miquilena et Carlos Andrés Pérez.
Chávez et ses partisans (chavistes) nomment ce texte la Constitución Venezolana (« Constitution vénézuélienne »), car selon eux, ce texte est directement inspiré de l'idéologie politique et philosophique de Simón Bolívar, le bolivarisme.
La Constitution de 1999 est la première constitution approuvée par référendum populaire, dans l'histoire du Venezuela.
Elle instaure la Cinquième République, car celle-ci prévoit d'importants changements socio-économiques et modifie également la dénomination du Venezuela, qui était jusqu'alors República de Venezuela (« république du Venezuela »), et qui devient par cette constitution República Bolivariana de Venezuela (« république bolivarienne du Venezuela »).
Les changements majeurs apportés par cette constitution concernent la réforme des institutions (monocamérisme, modification du mandat présidentiel), et l'affirmation de nouveaux droits fondamentaux pour tous les vénézuéliens (l'éducation gratuite dans l'enseignement supérieur, une protection médicale gratuite de qualité, le droit à un environnement de qualité, le droit des minorités (plus particulièrement les populations indigènes) à conserver leurs cultures traditionnelles, leurs religions, leurs langues...).
On peut noter que la Constitution de 1999, avec ses 350 articles, constitue la plus longue des constitutions applicables à travers le monde.[réf. nécessaire]

## Les origines

### Élection de l'Assemblée constituante
L'élection de l'Assemblée constituante, qui s'est déroulée le 25 juillet 1999, a nommé 131 députés dont le rôle a été de débattre des diverses propositions à retenir dans la future constitution. Les partis soutenant le projet constitutionnel, incluant le parti MVR de Chávez, ont obtenu 95 % des sièges (120 sièges sur 131) dans cette assemblée constituante.[réf. nécessaire]

### Ratification par un référendum populaire
Le référendum du 15 décembre 1999 entérine la nouvelle constitution, le oui l’emportant avec 71,78 % des voix (3301475 oui) (la participation lors de ce scrutin a été de 55,63 %).
À partir du 20 décembre, la Constitution devient la seule applicable sur l’ensemble du territoire vénézuélien.

## Idéologie
Le texte de la constitution tire son inspiration de l'idéologie politique et de la jurisprudence, émanant des écrits de Simón Bolívar pour le principe de constitutionnalité et de souveraineté populaire, de José Marti, du marxiste péruvien José Carlos Mariategui et d'Evgeny Pasukanis. Le texte constitutionnel est marqué par une idéologie bolivaro-marxiste, qui incorpore des éléments de souveraineté populaire (recours fréquents aux référendums), de responsabilité sociale de la part de l'État envers ses citoyens, du droit de se rebeller contre toutes les injustices, et enfin l'affirmation de l'indépendance de la république vis-à-vis des puissances étrangères.

## Les réformes apportées par la Constitution de 1999

### Les réformes institutionnelles

#### La république du Venezuela devient république bolivarienne du Venezuela

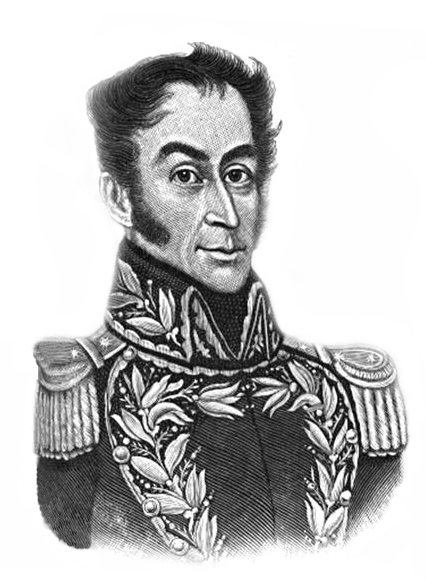
Simón Bolívar dont le nom a été donné à la république bolivarienne du Venezuela

La Constitution de 1999 change la dénomination officielle du pays, qui devient la république bolivarienne du Venezuela, en l'honneur de Simón Bolívar. Ce changement est largement dû à la volonté personnelle du président Chávez, car de nombreux députés de l'Assemblée constituante y étaient initialement opposés. En effet, la majorité des députés pensaient que le changement de dénomination allait entraîner des coûts financiers importants et injustifiés, en comparaison du modeste changement bureaucratique réalisé.

#### Une nouvelleséparation des pouvoirs
Le pouvoir vénézuélien est divisé en cinq branches. En effet, contrairement à la séparation classique des pouvoirs en trois branches (exécutif, législatif et judiciaire), celle de la république bolivarienne du Venezuela en compte cinq :
1. la branche exécutive (le président de la République)
2. la branche législative (l'Assemblée nationale)
3. la branche judiciaire (Justice)
4. la branche électorale (el poder electoral (« le pouvoir électoral »))
5. la branche citoyenne (el poder ciudadano (« le pouvoir citoyen »)).
La branche électorale est dirigée par Le Conseil national électoral (CNE), et sa responsabilité est de surveiller les élections nationales, municipales, fédérales et aux niveaux des États.
La branche citoyenne est, quant à elle, composée par el Defensor del pueblo (« le défenseur du peuple ») (équivalent de l'ombudsman, ou en France du médiateur de la République), le fiscal general (« procureur général ») (chef du ministère public, le ministre de la Justice en France) et le controlador general (« contrôleur général ») (équivalent du contrôleur général des finances). Cette branche a pour rôle de représenter et défendre les citoyens dans leurs relations avec le pouvoir central vénézuélien.

#### Les modifications du mandat présidentiel
Le mandat présidentiel au Venezuela passe de 5 à 6 ans, mais la réélection n'est possible qu'une seule fois (deux mandats maximum). La constitution antérieure permettait la réélection du président, mais seulement après une période d'au moins 10 ans.
Le texte de la constitution instaure également un « référendum révocatoire » qui permet au peuple de destituer n'importe quel gouvernant, fonctionnaire ou administrateur public, y compris le président de la République, avant la fin de son mandat.
Ce référendum révocatoire doit être demandé par une pétition respectant un certain quorum (nombre valide de signatures).
Cette nouvelle procédure a été mise en œuvre pour la première fois lors d'un référendum en 2004, qui visait à destituer le président Chávez. Cependant, le référendum n'a pas rassemblé une majorité nécessaire pour destituer le président.
De plus, les pouvoirs du président ont été renforcés, notamment en lui permettant de dissoudre l'Assemblée nationale par décret présidentiel.

#### Le passage aumonocamérismeet la diminution du pouvoir législatif
La nouvelle constitution a transformé l'ancienne organisation bicamérale de l'Assemblée nationale, en une nouvelle organisation monocamérale qui retire de nombreux pouvoirs à cette nouvelle assemblée unique. 
L'avantage apporté par le monocamérisme est de supprimer les arrangements préliminaires et la division du pouvoir législatif entre la Chambre des députés et le Sénat.
De plus, la branche législative a perdu bon nombre de ses pouvoirs au profit du président de la République.

#### Le défenseur public
Le défenseur public est une nouvelle institution, créée par la Constitution de 1999, dont le rôle est de contrôler les activités du président de la République et de l'Assemblée nationale ainsi que de veiller au respect de la Constitution (cette institution s'apparente au conseil constitutionnel français). Chávez évoque ainsi cette institution comme la garante d'une certaine moralité (branche morale en comparaison des quatre autres branches) dans l'exercice du pouvoir au Venezuela. Sa tâche consiste donc à défendre l'intérêt général et moral.

#### Les réformes en matière judiciaire
Récemment, le Venezuela a réformé son institution judiciaire notamment en modifiant la méthode de nomination des juges. En effet, la nouvelle constitution prévoit que les nouveaux juges devront être soumis à une enquête publique avant d'être nommés (auparavant, il suffisait d'un simple accord de l'Assemblée nationale pour être nommé).

#### Contrôle populaire des pouvoirs, à tout moment: référendums, y compris et notamment d'initiative populaire

##### Référendum d’initiative partagée: institutionnelle et populaire
Article 71. Les matières de droit international pourront être soumises à référendum consultatif sur l’initiative du président (e) de la République en Conseil des ministres ; après accord de l'Assemblée nationale, approuvé par un vote à la majorité de ses membres ; ou à la demande d'un nombre qui ne saurait être inférieur à dix pour cent des électeurs et électrices du registre d'état civil et électoral.
Pourront, également être soumis à référendum consultatif les matières particulières, municipale, communale et étatique. 
L'initiative est du ressort de l'assemblée communale, du conseil municipal et du Conseil législatif, avec l’accord des deux tiers de sa composante ; le maire, homme ou femme, et le gouverneur ou la gouverneur de l’État ou à la demande d’un nombre qui ne peut être inférieur à dix pour cent du total des inscrits dans la circonscription correspondante.

##### Référendum révocatoire, d'initiative populaire
Article 72. Toutes les charges et magistratures de l'élection populaire sont révocables. 
Passée la moitié de la période à laquelle a été élu le ou la fonctionnaire, un nombre qui ne peut être inférieur à vingt pour cent des électeurs ou électrices inscrit(e)s dans la circonscription correspondante pourra solliciter la convocation d'un référendum pour révoquer son mandat. Quand le nombre d'électeurs ou d’électrices égal ou supérieur à vingt-cinq pour cent des électeurs ou électrices inscrit(e)s aura voté la révocation, on considère le mandant révoqué. On procédera immédiatement à couvrir la vacance du poste
conformément aux dispositions de la présente Constitution et la loi. La révocation du mandat pour les membres du corps se réalisera en conformité avec la loi. 
Durant la période de son mandat, le ou la fonctionnaire ne peut subir plus d'une sollicitation de révocation de son mandat.

##### Référendum législatif, d'initiative populaire ou institutionnelle
Article 73. Seront soumis à référendum les projets de loi en discussion à l'Assemblée Nationale, décidés par au moins les deux tiers des membres, si le référendum est adopté avec une participation de vingt-cinq pour cent des électeurs et des électrices, inscrit(e)s sur le registre de l'état civil et électoral, le projet correspondant sera, érigé en loi.
Les traités, conventions ou accord internationaux qui pourront compromettre la souveraineté nationale ou transférer des compétences à des organes supranationaux, pourront être soumis à référendum sur initiative du Président ou de la présidente de la République en Conseil des ministres ; par le vote des deux tiers des membres de l'assemblée ; ou par quinze pour cent des électeurs ou électrices inscrit(e)s sur le registre d’état civil ou électoral.

##### Référendum abrogatoire, d'initiative populaire ou présidentielle
Article 74. Seront soumis à référendum, pour être abrogées totalement ou partiellement, les lois dont l'abrogation est demandée sur l'initiative d'un nombre qui ne peut être inférieur à dix pour cent des électeurs ou électrices inscrit(e)s sur le registre d'état civil et électoral ou par le président ou la présidente de la République en Conseil des ministres.
Pourront également être soumis à référendum abrogatoire les décrets ayant force de loi que dicte le président ou la présidente de la République en utilisant les attributions prévues dans l'alinéa 8 de l'article 236 de cette Constitution, quand il serait sollicité par un nombre qui ne peut être inférieur à cinq pour cent des électeurs ou électrices inscrit(e)s sur le registre d'état civil et électoral.
Pour valider le référendum abrogatoire, sera indispensable la participation de quarante pour cent des électeurs ou électrices inscrit(e)s sur le registre d'état civil et électoral.
Ne pourront être soumises à référendum abrogatoire les lois financières, celles qui établissent ou modifient les impôts, celles du crédit public et celles de l'amnistie, comme celles qui protègent, garantissent ou développent les droits de l'homme et celles qui approuvent les traités internationaux.
Il ne pourra se dérouler plus d'un référendum abrogatoire sur la période d'un mandat Constitutionnel sur la même matière.

### Les réformes socio-économiques inscrites dans la constitution

#### En matière de santé
Dans les articles 83 à 85 de la constitution vénézuélienne, la gratuité et la qualité des soins sont garantis comme étant des droits fondamentaux pour tous les citoyens vénézuéliens.
Article 83.  La santé est un droit social fondamental, obligation de l’État, qui le garantit comme partie du droit à la vie. L’État initiera et développera des politiques orientées de nature à élever la qualité de la vie, le bien-être collectif et l’accès aux services. Toutes les personnes ont droit à la protection de la santé, ainsi que le devoir de participer activement à sa promotion et à sa défense, et celui de satisfaire les mesures sanitaires et d’assainissement que la loi établit, en conformité avec les traités et conventions internationales souscrits et ratifiés par la République. (traduction non officielle)
Article 84. Pour garantir le droit à la santé, l'État créera et exercera l’action directrice et gérera un système public national de santé, de caractère intersectoriel, décentralisé et participatif intégré au système de la sécurité sociale, régi par les principes de la gratuité universelle, l’intégrité, l'équité, l’intégration sociale et la solidarité. Le système public de santé donnera priorité à la promotion de la santé et à la prévention des maladies, garantissant les traitements adéquats et de réhabilitation de la qualité. Les biens des services publics de santé sont propriété de l'État et ne pourront pas être privatisés. La communauté organisée a le droit et le devoir de participer dans la prise de décision sur la planification, l'exécution  et le contrôle de la politique spécifique dans les institutions publiques de santé.  (traduction non officielle)
Article 85. Le financement du système public de santé est une obligation de l'État, qui reçoit les ressources fiscales, les cotisations obligatoires de la sécurité sociale et n'importe quel autre service de financement que déterminera la loi. L’État garantira un budget pour la santé qui permette de remplir les objectifs de la politique sanitaire. En coordination avec les universités et les centres de recherche on initiera et développera une politique nationale de formation de professionnels, techniciens ou techniciennes et une industrie nationale de production de produits pour la santé. L'État réglementera les institutions publiques et privées de la santé.  (traduction non officielle)

#### En matière d’éducation
Article 102.  L'éducation est un droit de l'homme et un devoir social fondamental, elle est démocratique, gratuite et obligatoire. L'État l'assumera comme fonction obligatoire et de grand intérêt à tous les niveaux et modes, et comme moyen de connaissance scientifique, humaniste et technologique au service de la société. L"éducation est un service public et est fondée sur le respect de tous les courants de pensée, dans le but de  développer le potentiel créateur de chaque être humain et le plein exercice de sa personnalité dans une société démocratique basée sur la valorisation éthique du travail et la participation active, consciente et solidaire dans le processus de transformation sociale intégré aux valeurs de l'identité nationale et une vision latino-américaine et universelle. L'État, avec la participation des familles et la société, favorisera le processus de l'éducation citoyenne en accord avec les principes contenus dans la présente Constitution et la loi. (traduction non officielle)
Article 103.  Toute personne a droit à une éducation complète, de qualité, permanente, égalitaire dans ses conditions et opportunités, sans autre limitation que celles découlant de ses aptitudes, sa vocation et ses aspirations. L'éducation est obligatoire à tous les niveaux, depuis la maternelle jusqu'au niveau moyen diversifié ; l'intégration dans les institutions de l'État et la gratuité jusqu'au niveau post-universitaire. À cette fin, l'État réalisera un investissement prioritaire, en conformité avec les institutions et mettra en place des services suffisamment dotés pour assurer l'accès, la permanence et le couronnement du système éducatif. La loi garantira la même attention aux personnes aux nécessités spécifiques, aux handicapés et à celles qui se trouvent privées de leur liberté ou ne possèdent pas les conditions de base pour leur incorporation et leur maintien dans le système éducatif.
Les contributions des particuliers à des projets et programmes éducatifs publics au niveau secondaire et universitaire donneront lieu à des dégrèvements sur impôt, sur le revenu selon la loi concernée.
Article 104.  L'éducation sera à la charge des personnes de moralité reconnue et d'aptitude académique prouvée. L'État stimulera son actualisation permanente et garantira la stabilité dans l'exercice de la carrière d’enseignant, aussi bien public que privé, conformément à la présente Constitution et à la loi, avec un régime de travail et un niveau de vie en accord avec sa mission élevée. Son revenu, sa promotion et sa permanence dans le système éducatif, seront établis par la loi selon des critères de mérites, sans ingérence partisane ou d’autre de nature non académique.

#### En matière d'environnement
Article 127. C'est un droit et un devoir de chaque génération de protéger et maintenir l'environnement à son profit et à celui du monde futur. Toute personne a un droit individuel et collectif à jouir d'une vie et à un environnement sur, sain et écologiquement équilibré. L'État protégera l'environnement, la diversité biologique, génétique, les processus écologiques, les parcs nationaux et monuments naturels et les diverses zones d'une importance spéciale pour l'écologie. Le génome des êtres vivants ne pourra pas être breveté, et la loi qui porte référence aux principes bio-éthiques réglementera la matière. 
C'est une obligation fondamentale  de l'État, avec l'active participation de la société, de garantir  que la population puisse se mouvoir dans un environnement libre de contamination, où l'air, l'eau, les sols, les côtes, le climat, la couche d'ozone, les espèces vivantes, soient particulièrement protégés, en conformité avec la loi.
Article 128.  L'État développera une politique d'aménagement du territoire en tenant  compte des réalités écologiques géologiques, des populations, sociales, culturelles, économiques politiques, en accord avec les prémisses du développement soutenu, qui inclut l'information, la consultation et la participation citoyenne. Une loi organique développera les principes et critères pour cet ordonnancement.
Article 129. Toutes les activités susceptibles de causer des dommages à l'écosystème doivent être  préalablement accompagnées d'études d'impact environnemental  et Socioculturel. L’État empêchera l'entrée dans le pays de déchets  toxiques et dangereux, ainsi que la fabrication et l'usage des armes nucléaires, chimiques et biologiques. Une loi spéciale réglementera l'usage, la manipulation, le transport et le stockage des substances toxiques et dangereuses.
Dans les contrats que réalisera la République avec des personnes physiques ou juridiques, nationales ou étrangères ou dans les autorisations octroyées, qui insèrent les ressources naturelles, sont considérées incluses  même si  n'apparaît pas explicitement, l'obligation de conserver l'équilibre  écologique, de permettre l'accès à la technique et leurs transferts dans les conditions mutuellement convenues et de rétablir l'environnement dans son état naturel, si celui-ci est altéré, dans les termes fixés par la loi.

## Projet de réforme de 2007
Le président vénézuélien Chávez, après sa réélection en décembre 2006, a annoncé vouloir réformer en profondeur la présente constitution, afin de faire de la république bolivarienne du Venezuela une république socialiste. Son projet de réforme portait sur 33 des 350 articles de la Constitution. Hugo Chávez a proposé dans son projet de réforme constitutionnelle de supprimer la règle qui limite à deux le nombre de mandats présidentiels pour la même personne, et de faire passer la durée d'un mandat de six à sept ans. 
Cette réforme aurait mis fin à l'autonomie de la banque centrale et aurait offert au chef de l'État le contrôle des réserves en devises étrangères. Elle entendait aussi transformer l'organisation politico-territoriale proposant des « communes » pour instaurer « le Pouvoir populaire (comme) la nouvelle organisation politique du peuple sur le territoire ». Elle aurait ajouté à l'article 11 de la Constitution que « le président pourra décréter des régions spéciales militaires à des fins stratégiques ou de défense dans n'importe quelle partie du territoire national » et désigner des « autorités spéciales ». Elle aurait fortement démocratisé l'université puisque tous les membres de la communauté universitaire, qu’ils soient enseignants, travailleurs ou étudiants, auraient détenus un droit de vote de poids égal pour élire les autorités universitaires
Ces propositions ont été rejetées lors d'un référendum le 2 décembre 2007 par 51 % des électeurs.

## Critiques

### Le Comité judiciaire d’urgence
En août 1999, l'Assemblée constituante met en place un Comité judiciaire d'urgence qui a le pouvoir de limoger les juges sans consultation préalable d'un autre pouvoir. Usant de son pouvoir, ce comité a finalement suspendu 190 juges de leurs fonctions pour cause de corruption[réf. nécessaire]. Dans le même mois, l'assemblée a déclaré l'« urgence législative », car sept membres du comité, qui continuaient à exercer leur fonction législative, ont été chassés de l'Assemblée nationale. En réaction à ces événements, l'opposition législative à la politique de Chávez a été immédiatement anéantie, par une décision de l'Assemblée constituante qui interdit à l'Assemblée législative de tenir des réunions.[réf. nécessaire]